# Petrophile teretifolia
Petrophile teretifolia är en tvåhjärtbladig växtart som beskrevs av Robert Brown. Petrophile teretifolia ingår i släktet Petrophile och familjen Proteaceae. Inga underarter finns listade i Catalogue of Life.